# الاحتجاجات السورية 1953–1954
الاحتجاجات السورية 1953–1954 هي احتجاجات شعبية، ابتدأت طلابية من حلب وامتدت لتشمل سائر المدن حتى تدخل الجيش السوري لقمعها في السويداء، احتجاجًا على حكم أديب الشيشكلي واستمرت ستين يومًا، وبعد نهايتها بعشرين يومًا وقع في حلب الانقلاب العسكري الذي أطاح بالشيشكلي وأعاد البلاد إلى النظام الديمقراطي التعددي.

## سير الأحداث
في 4 ديسمبر 1953 خرجت في حلب مظاهرات حاشدة لطلاب الجامعة احتجاجًا على المناهج التي تعمل اللغة العربية، وذلك بتحريض من الأحزاب السياسية التي حظر نشاطها بعد استلام الشيشكلي السلطة وأشهرها الحزب الوطني وحزب الشعب. في اليوم التالي، تكررت المظاهرات واتسع نطاقها لشتمل طلابًا في الثانوية، ليس فقط في حلب بل في دمشق أيضًا. أخد الوضع بالتصاعد مع إرسال قوات الجيش السوري لحماية الأماكن التربوية الهامة في المدينة ومنها الكلية الوطنية بعد تهديد الطلبة المتظاهرين باقتحامها، وشهد 14 ديسمبر أكبر هذه المظاهرات.
في يناير 1954 عادت المظاهرات الطلابية بشكل أوسع من الأول، وشملت حمص وحماة للمرة الأولى. كذلك، فقد نظم الطلبة مقاطعة للمدارس والجامعات وحملات اعتصام، وتعرض بعض القادة الطلابيين للاعتقال، ما دفع لتجدد المظاهرات مطالبة بإطلاق سراحهم. كذلك، فإن المظاهرات في يناير تخللتها أعمال معادية لنظام الشيشكلي وحركة التحرر العربي.
اعتقل الشيشكلي منصور الأطرش بتهمة التحريض على التظاهر، فجابت السويداء مظاهرات حاشدة مطالبة بإطلاق سراح منصور وهو قريب سلطان باشا الأطرش. سرعان ما تحولت لمواجهات بالسلاح الخفيف بين الأهالي وقوى الأمن الداخلي يوم 26 يناير. وفي اليوم التالي، 27 يناير، دخلت وحدات كبيرة من الجيش السوري إلى السويداء وسائر مناطق جبل الدروز، وقدر عددها بعشرة آلاف مقاتل. في حين أعلنت الحكومة، أن مخططًا أجنبيًا يقف وراء مظاهرات وأحداث السويداء.
وفي اليوم نفسه، أعلنت حال الطوارئ في خمس محافظات سورية من أصل تسعة هي دمشق وحلب والسويداء وحمص وحماه، واعتقل عدد بارز من المعارضين لنظام الشيشكلي منهم رشدي الكيخيا وعدنان الأتاسي وصبري العسلي وأكرم الحوارني وميشيل عفلق وإحسان الجابريو حسان الأطرش، رأس آل الأطرش في الجبل، كما وضع الرئيس السابق هاشم الأتاسي قيد الإقامة الجبرية. ومع إعلان حالة الطوارئ، أعلن تعيين شوكت شقير، قائد الجيش، حاكمًا عسكريًا للبلاد.
بعد خطوات الشيشكلي، هدأت التظاهرات في البلاد، وتوجه في 4 فبراير بخطاب للشعب بيّن فيه سبب عمله، وخرجت بعدها مسيرات مؤيدة له. وبعد عشرين يومًا فقط، أعلن في حلب عن انقلاب عسكري واستقال إلى إثره الشيشكلي وغادر إلى بيروت ومنها إلى البرازيل في 25 فبراير 1954.